# Juan Bautista Alberdi
Juan Bautista Alberdi (San Miguel de Tucumán, 29 agosto 1810 – Neuilly-sur-Seine, 19 giugno 1884) è stato un politico, diplomatico e scrittore argentino.

## Biografia
È considerato l'autore intellettuale della Costituzione argentina del 1853, ispirata alla sua opera Bases y puntos de partida para la organización política de la República Argentina, pubblicata nel 1852.
Fu membro della Massoneria.
Portano il suo nome varie località dell'Argentina:
- Colonia Alberdi - municipio del dipartimento di Oberá, in provincia di Misiones
- Dipartimento di Alberdi - dipartimento della provincia di Santiago del Estero
- Juan Bautista Alberdi - località del partido di Leandro N. Alem, in provincia di Buenos Aires
- Juan Bautista Alberdi - città della provincia di Tucumán
- Dipartimento di Juan Bautista Alberdi - dipartimento della provincia di Tucumán

Anche la città di Alberdi in Paraguay è stata a lui intitolata.